# Предраг Лазаревић
Предраг Гуго Лазаревић (Бања Лука, 28. мај 1929 — Бања Лука, 23. септембар 2014) био је српски књижевник, књижевни теоретичар, критичар и политичар. Био је посланик у Народној скупштини Републике Српске и члан Сената Републике Српске.

## Биографија
Познато је да је породица Предрага Лазаревића више од 200 година присутна у Бањалуци. Његов отац Тодор Лазаревић († 1938), четврти бан Врбаске бановине, био је доктор права и члан Младе Босне. Предраг је одрастао у кући која је располагала библиотеком од преко десет хиљада књига. Школовао се у Бањалуци и Београду, гдје је завршио Трећу београдску гимназију и Филозофски факултет, гдје је 1953. дипломирао на групи Југословенски језици и књижевност.
Цијели радни вијек провео је у Бањој Луци. Прво је био професор у бањалучкој Гимназији (1954-1956), а затим у Учитељској школи (1956-1958). Након тога је постао замјеник управника Народног позоришта и драматург, а потом и управник (1958-1964), као и савјетник у Просвјетно-педагошком заводу. Професор на Педагошкој академији је био 23 године (1966-1989) и декан (1970—1972) гдје је предавао теорију књижевности, након чега је именован за директора Народне и универзитетске библиотеке Петар Кочић у Бањалуци (1989—1999). На Педагошкој академији је предавао теорију и историју књижевности. Први је добитник награде „Ђуро Дамјановић“ Удружења књижевника Српске. Бавио се и преводилачким радом. Предраг Лазаревић је био члан Сената Републике Српске од 1996. године. Одлуком Вијећа Универзитета у Бањој Луци 2011. додијељена му је титула почасног доктора наука српске књижевности.
Преминуо је 23. септембра 2014. у својој кући у Бањалуци у 85. години живота.
Универзитет у Бањалуци објавио је Споменицу професору Предрагу Лазаревићу (2017.)

## Политичко дјеловање
Током деведесетих показао је спремност на јавни ангажман са националним предзнаком. Био је једини српски интелектуалац западно од Дрине, који је укључен у недовршену иницијативу за формирање Српског националног савјета у Београду. Током Одбрамбено-отаџбинског рата био је близак СДС, иако никад није био члан исте.
Био је оснивач и предсједник Српске странке Крајине и Посавине, касније је промијенила име у Српска странка Републике Српске. Ова странка престала је да постоји 2009. када се чланство колективно придружило СДС. На општим изборима 1998. предводио је Српску коалицију за Републику Српску.

## Преводилачки рад
Бавио се и превођењем. Превео је Стилистику и поетику Виктора Виноградова (Сарајево, 1971), неколико драмских текстова од којих су три изведена: Назим Хикмет: Дамоклов мач (Ниш 1962 и Бања Лука 1963) и Крава (Бања Лука, 1973), те Константин Симонов: Четврти (Бања Лука, 1963).

## Награде
- Кочићева награда (2008)
- Награда Удружења књижевника Српске Ђуро Дамјановић (2011)[7]
- Орден заставе Републике Српске са златним вијенцем (2012)[8]
- Повеље, поводом 20 година од оснивања Удружења књижевника Републике Српске[9]

## Дела
У листовима и часописима Бања Луке, Београда, Новог Сада, Српског односно Источног Сарајева и Сарајева објавио је више од двјеста радова и педесетак интервјуа о књижевности, позоришту и ликовним умјетностима, а од деведесетих година 20. вијека и о актуелним друштвено-политичким питањима. Приредио је неколико издања домаћих и страних писаца, сарађивао на изради Речника књижевних термина (Београд, 1985) и објавио више књига:
- Вихори и пркоси Крајине (у коауторству са Неркезом Смаилагићем, 1962)
- Миле Бекут - човек и песник (1979)
- Народно позориште Босанске Крајине 1950-1980 (коаутор, 1980)
- Читање као преиспитивање (1988)
- Без права на ћутање (1996)
- Сатира мотивисана родољубљем (2002)
- Преокупација или књиге + изложбе - позориште (2005)
- Без права на ћутање 2 (2007)
- Огледи из Крлежине драматургије (2009)
- Окрајци о књижевности, настави књижевности, изложбама, позоришту и политици (2010)[6]
- Андрић о Босни (2010)
- Читање као преиспитивање: од светосавља до данас (2013)